# Красная заря (баскетбольный клуб)
«Красная Заря» — советский баскетбольный клуб из города Ленинграда.

## О команде
В 1922 году в Ленинграде под покровительством завода «Красная Заря» образовывается спортивное общество получив соответствующее название. Баскетбольная команда сначала играла на региональных соревнованиях, не раз выигрывая заводские чемпионаты. В 1937 году проводится первый клубный чемпионат СССР по баскетболу среди клубов, котором «Красная заря» выиграла серебряные медали, пропустив вперёд только московское «Динамо». Стоит заметить, что в том году «Заря» обошла другие команды из Ленинграда, такие как «Спартак», «Динамо», «Буревестник», ГОЛИФК. В 1/16 финала «Красная заря» обыграла «Спартак» (Москва) со счётом 37:24, в 1/8 финала — «Локомотив» (Дно) (41:21), а в полуфинале — тбилисских динамовцев (33:31). В финальной пульке «Красная заря» проиграла «Динамо» (Москва) — 15:25, сыграла вничью с «Локомотивом» (Москва) — 33:33 и победила земляков из «Динамо» — 31:20. В итоге, за счёт лучшей разницы мячей, «Красная заря» опередила «Локомотив» в борьбе за серебряные медали. В следующем сезоне 1938 года команда заняла 8-е место из 9 участников (чемпионат разыгрывался турниром в один круг), одержав всего 2 победы. Два следующих сезона, 1939 и 1940 годов, команда отыграла во II группе. После войны команды с таким именем уже не было в элите баскетбола.

## Награды
Серебро чемпионата СССР: 1937